# Oddział Wydzielony Wojska Polskiego

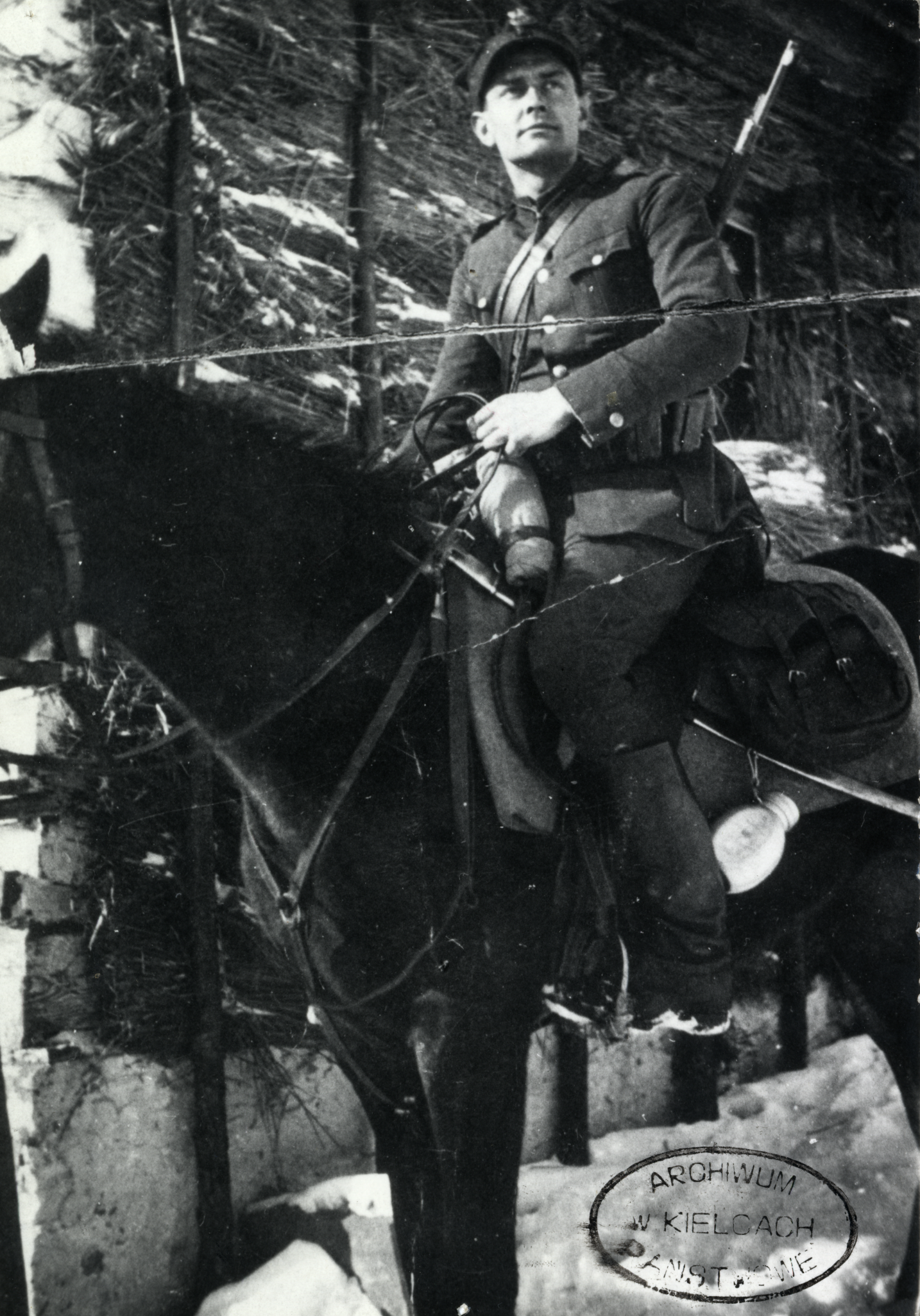
Plut. Józef Lewandowski „Lech” – dowódca plutonu piechoty (Gałki Krzczonowskie, marzec 1940 r.)

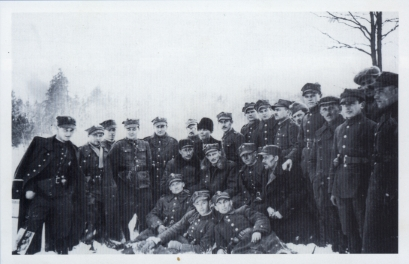
Żołnierze majora Hubala (1939)

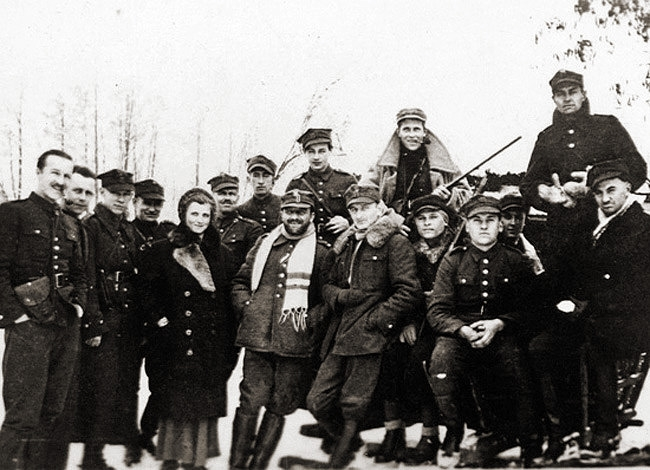
Hubal ze swoimi żołnierzami (1939)

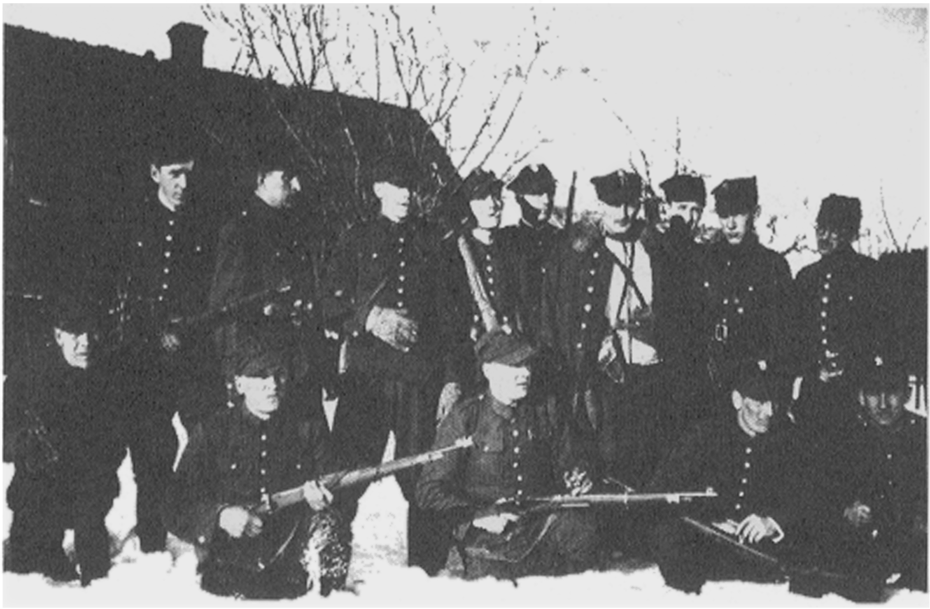
Żołnierze majora Hubala (1940)

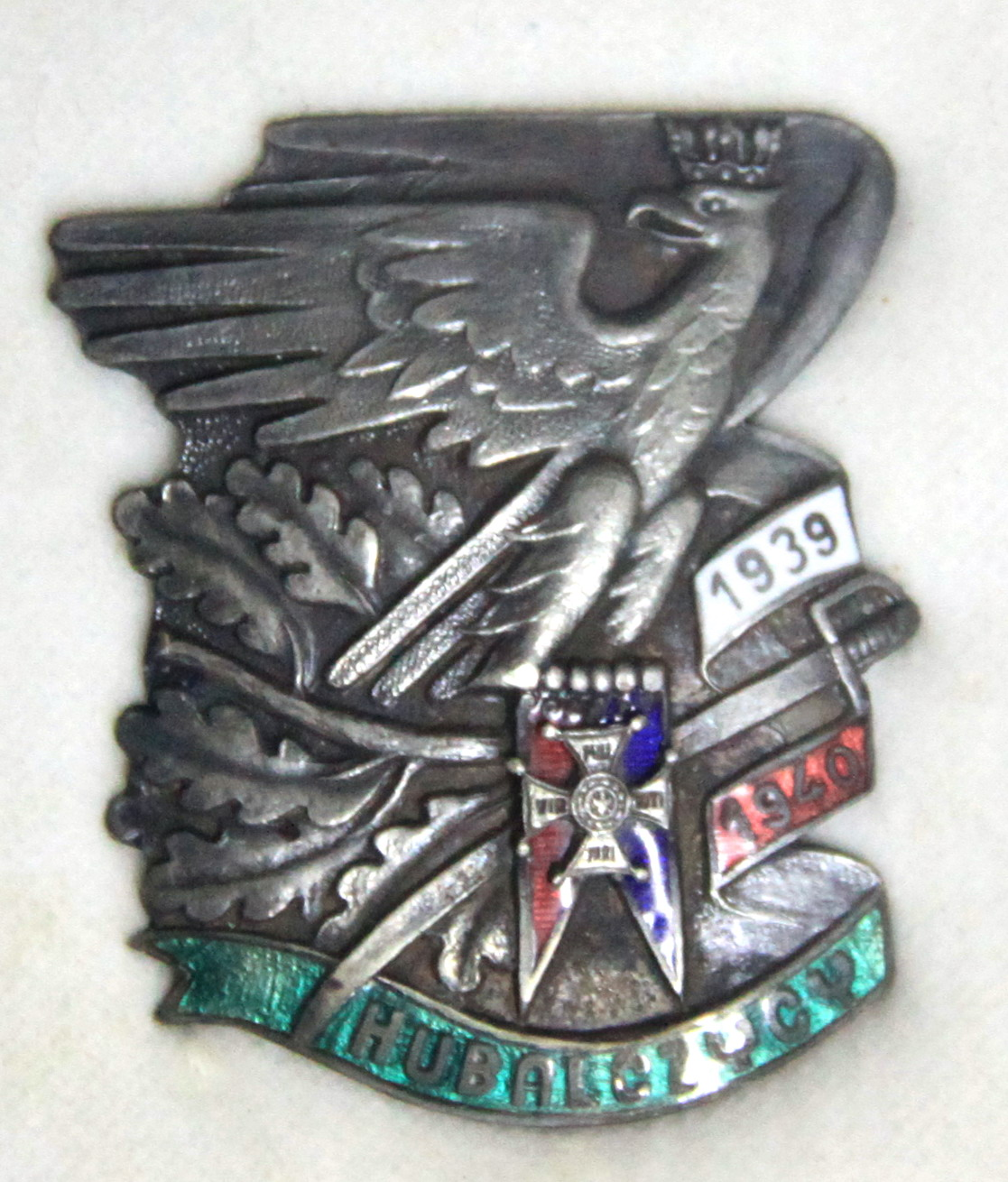
Odznaka HUBALCZYCY 1939–1940
eksponat ze zbiorów Izby Pamięci i Tradycji przy PSP im. Wandy i Henryka Ossowskich w Kunicach

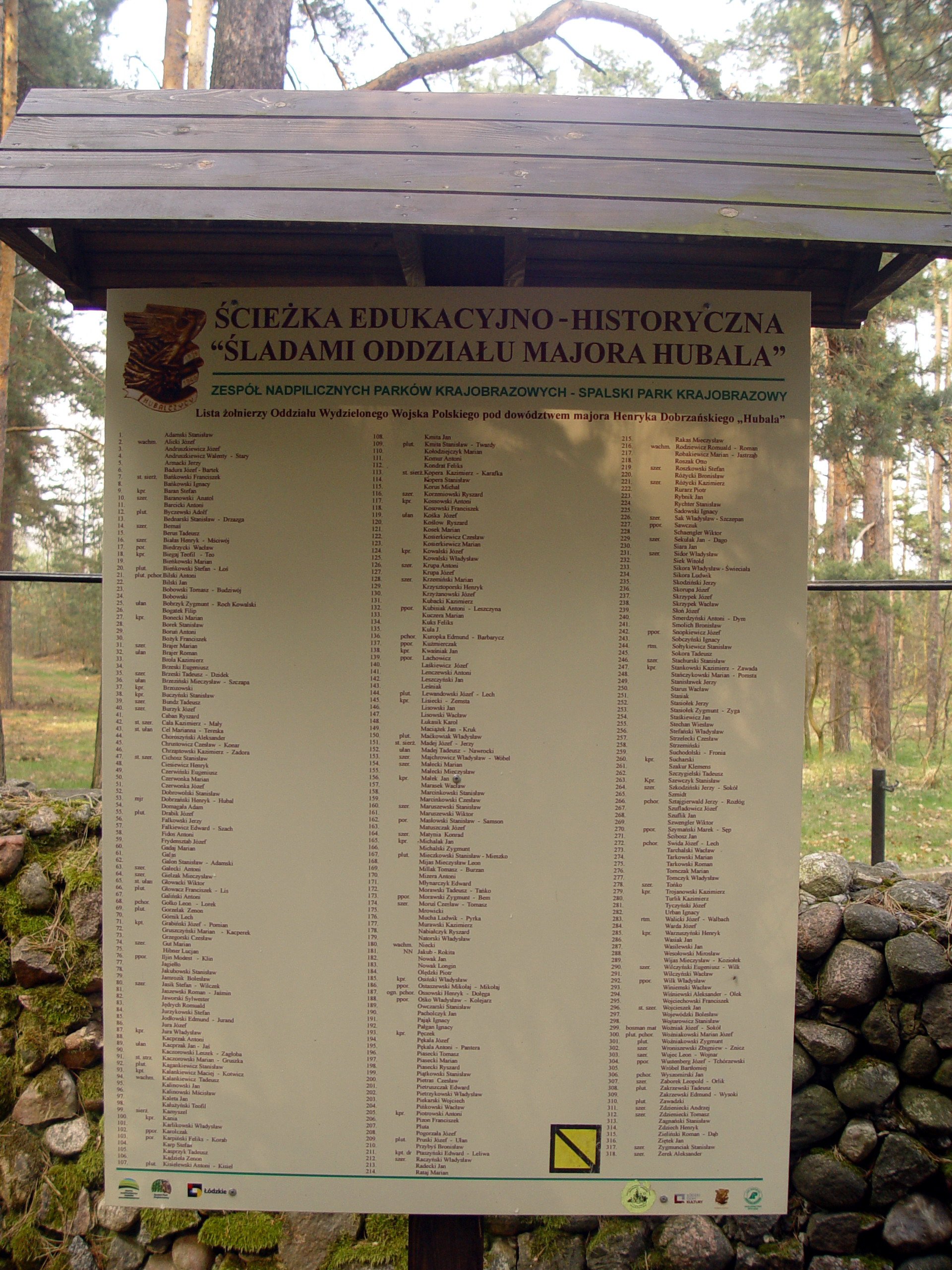
Tablica w Szańcu Hubala k. Anielina z imienną listą żołnierzy OWWP

Oddział Wydzielony Wojska Polskiego, występował też pod nazwą Oddział Wydzielony Wojska Polskiego mjr. Hubala – jeden z pierwszych polskich oddziałów partyzanckich, działający w pełnym umundurowaniu wojskowym na Kielecczyźnie od końca września 1939 do 25 czerwca 1940 roku. Oddział także znany jako Hubalczycy, od przydomka dowódcy, majora Henryka Dobrzańskiego ps. Hubal.

## Geneza oddziału
Geneza Oddziału Wydzielonego Wojska Polskiego wiąże się ze 110 rezerwowym pułkiem ułanów, w którym mjr Henryk Dobrzański pełnił funkcję zastępcy dowódcy pułku. Pułk działał początkowo w składzie Brygady Rezerwowej Kawalerii „Wołkowysk”. Jednakże 20 września 1939 r. w rejonie Grodna ppłk Jerzy Dąbrowski postanowił odłączyć się od reszty brygady. W nocy z 20 na 21 września pułk przeprawił się na zachodni brzeg Niemna i skierował się do Puszczy Augustowskiej. Tam została podjęta decyzja o wyruszeniu na pomoc oblężonej Warszawie. Po dwóch potyczkach z oddziałami sowieckimi w dniach 23 i 24 września, które doprowadziły do dużych strat, resztki pułku dotarły w rejon Grajewa, a następnie znalazły się w okolicy Janowa koło Kolna. Tutaj 28 września 1939 r. ppłk J. Dąbrowski zarządził odprawę na której wydał rozkazał rozwiązać oddział. Pułk został podzielony na cztery grupy. Część oficerów i żołnierzy na czele z mjr. Dobrzańskim postanowiła walczyć dalej i skierować marsz na Warszawę. Ppłk Dąbrowski powziął decyzję marszu na Wilno. Grupa rtm. Bilińskiego poszła na południe. Pozostali zdjęli mundury, zakopali broń, oddali konie gospodarzom, założyli cywilne ubrania i rozeszli się do domów. W rezultacie grupa mjr. Dobrzańskiego (ok. 50–60 żołnierzy) zabrała ze sobą część pułkowej kasy, 1 działo, kuchnię polową i 3 ckm-y, w tym 1 taczankę, i wyruszyła w kierunku zachodnim.

## Marsz na pomoc Warszawie
W miejscowości Woźnawieś mjr Dobrzański podzielił swój oddział na trzy plutony – średnio po 55 ludzi i drużynę ckm. Jego skład przedstawiał się następująco:
- dowódca – mjr Dobrzański
- zastępca dowódcy – rtm. Stanisław Sołtykiewicz
- adiutant – kpt. dypl. Maciej Kalenkiewicz
- dowódca 1 plutonu – por. Feliks Karpiński
- dowódca 2 plutonu – por. Stanisław Masłowski
- dowódca 3 plutonu – ppor. Modest Iljin

Przyjęto wówczas oficjalną nazwę: Oddział Wydzielony Wojska Polskiego mjr. Dobrzańskiego.
Po wyczerpującym marszu przez rejon Stawisk – Łomży – Czerwonego Boru – Ostrowi Mazowieckiej, podczas którego doszło do kilku potyczek z Niemcami, oddział 27 września dotarł do lasu położonego między Michałowem i Krubkami niedaleko Warszawy, gdzie zatrzymał się na postój. 28 września w majątku Krubki odebrano wiadomość o kapitulacji Warszawy. W tej sytuacji mjr Dobrzański podjął decyzję dalszego marszu na południe, aby przedostać się do Rumunii lub na Węgry, a stamtąd do Francji. Jednocześnie dał swoim podkomendnym możliwość wyboru: iść z nim lub wrócić do domu. Ostatecznie uzbierała się grupa licząca – według różnych źródeł – od kilkunastu do ok. 70 żołnierzy, w tym większość oficerów, która wyruszyła 29 września wieczorem.

## Przejście na Kielecczyznę i początki walki partyzanckiej
1 października o świcie oddział przeprawił się przez Wisłę w okolicach Dęblina bez przeszkód ze strony Niemców i stanął we wsi Kłoda na Kielecczyźnie. 3 października dotarto w lasy starachowickie, staczając po drodze dwie potyczki z wojskami niemieckimi, w wyniku których 2 ułanów zginęło, 2 zostało rannych, a 4 zdezerterowało. Doszło wówczas do ostrego sporu między mjr. Dobrzańskim a jego zastępcą, rtm. Sołtykiewiczem na tle taktyki działań, po którym ten drugi odszedł z oddziału. Nowym zastępcą dowódcy został kpt. Maciej Kalenkiewicz. Oddział ruszył dalej w kierunku Gór Świętokrzyskich (ponownie w walkach z Niemcami), gdzie przebywał przez kilka dni, działając, ze względu na bezpieczeństwo i trudności zaopatrzeniowe, małymi grupami. Miejscowa ludność generalnie przyjaźnie i z życzliwością odnosiła się do polskich żołnierzy, zwłaszcza że mjr Henryk Dobrzański płacił za otrzymywaną żywność. Wielokrotnie oddział korzystał z pomocy ludności, która udzielała schronienia oraz dostarczała żywności. Major „Hubal” często kwaterował w leśniczówkach, w których mógł liczyć na pomoc ze strony leśników. Przykładem jednego z wielkich przyjaciół mjr. Henryka Dobrzańskiego oraz jego Wydzielonego Oddziału Wojska Polskiego był gajowy Jan Baran ze wsi Zychy. W Górach Świętokrzyskich mjr H. Dobrzański postanowił nie iść dalej za granicę, lecz pozostać w tym rejonie i prowadzić walkę partyzancką do czasu ofensywy alianckiej, której oczekiwano na wiosnę 1940 r. Po tej decyzji część żołnierzy opuściła oddział. Wszyscy oficerowie i żołnierze, którzy pozostali, przybrali konspiracyjne pseudonimy: mjr H. Dobrzański – „Hubal” (przydomek rodowy gałęzi Dobrzańskich, z której się wywodził), Maciej Kalenkiewicz – „Kotwicz”, kpt. Józef Bolesław Grabiński – „Pomian”, por. F. Karpiński – „Korab”, ppor. M. Iljin – „Klin”, pchor. Leon Gołko – „Lorek”, pchor. Zygmunt Morawski – „Bem”, kpr. Romuald Rodziewicz – „Roman”. Część żołnierzy, którzy nie mieli rodzin lub mieszkały one poza obszarem niemieckiej okupacji, pozostało przy swoich nazwiskach, m.in. kpr. Józef Alicki. Wobec coraz większej aktywności Niemców, postanowiono przejść do Puszczy Świętokrzyskiej. Z oddziału ponownie odeszła część żołnierzy, tak że liczył on zaledwie 36 ludzi i tyle samo koni. Hubal postanowił pozostawić tylko kadrowy oddział, a sam zajął się tworzeniem siatki konspiracyjnej pod nazwą Okręg Bojowy Kielce. Miała to być organizacja o charakterze wojskowym z zadaniem organizowania społeczeństwa do zbrojnego wystąpienia przeciwko Niemcom w momencie rozpoczęcia przez aliantów ofensywy na Zachodzie. Do tego czasu miano prowadzić jedynie działania służące samoobronie. W tym czasie mjr Dobrzański przyjął do swojego oddziału pierwszych 5 ochotników, spośród licznych osób zgłaszających się do niego. Byli to: ppor. saperów Marek Szymański ps. „Sęp”, kpr. Franciszek Głowacz ps. „Lis”, st. strz. Marian Kaczorowski ps. „Gruszka”, jego brat – Jerzy Szkodziński ps. „Sokół” i Marianna Cel ps. „Tereska”. Początkowo Hubal nie chciał przyjmować kobiety do swojego oddziału, ale jej prośby i upór, a w końcu potrzeba posiadania stałego łącznika, ostatecznie zdecydowały.

## Działalność w Puszczy Świętokrzyskiej
Wobec przygotowywanej przez Niemców obławy, oddział w liczbie 16 żołnierzy i koni wyruszył 30 października w kierunku wschodnim do lasów suchedniowskich. 1 listopada przybył do miejscowości Cisownik, gdzie zaatakowała go niemiecka kompania policji, wyposażona w broń maszynową. Hubalczycy zostali zaskoczeni, w rezultacie stracili 11 koni, natomiast nikt nie zginął. Jednakże oddział zmniejszył się o 3 osoby; st. strz. M. Kaczorowski został złapany i rozstrzelany, a 2 żołnierzy zdezerterowało. Ostatecznie zatrzymano się w gajówce Rosochy koło wsi Szałas. Tam mjr H. Dobrzański kontynuował prace nad rozbudową Okręgu Bojowego Kielce, nawiązując także kontakty z Organizacją Orła Białego w Skarżysku-Kamiennej i Służbą Zwycięstwu Polski w Kielcach. 11 listopada, po otrzymaniu informacji o zbliżaniu się kompanii Wehrmachtu, oddział udał się na północ do lasów spalskich. Dzięki pomocy ludności Kielecczyzny oddziałowi udawało się wymykać z organizowanych przez Niemców pułapek. Ci odpowiedzieli represjami w stosunku do cywilów; z tego powodu kierownictwo SZP i Delegatury Rządu na Kraj powzięły decyzję o likwidacji oddziału hubalczyków.

## Wyjazd Hubala do Warszawy
Pod koniec listopada mjr Dobrzański pojechał do Warszawy, aby spotkać się z Komendantem Głównym SZP, gen. Michałem Tokarzewskim-Karaszewiczem. Towarzyszył mu kpt. Maciej Kalenkiewicz, który chciał przedostać się do Wojska Polskiego powstającego we Francji. Czasowym dowódcą oddziału został kpt. J. Grabiński z zadaniem przebywania w określonym rejonie, aby po powrocie mjr H. Dobrzański mógł go szybko odnaleźć. Większość hubalczyków rozjechała się wówczas do domów na urlopy. Hubal spotkał się z gen. Karaszewiczem-Tokarzewskim 18 grudnia, przedstawiając mu dotychczasową działalność swojego oddziału i Okręgu Bojowego Kielce oraz plany związane ze spodziewaną na wiosnę ofensywą aliantów. Ten nakazał mjr. H. Dobrzańskiemu organizowanie kadry, gromadzenie broni i unikanie na razie walk z wojskami niemieckimi w oczekiwaniu na ofensywę oraz przekazał środki finansowe.
W czasie kiedy Dobrzański przebywał w Warszawie spotkał się również z Adamem Papée, który był bratem szwagra majora Hubala. Hubal opowiedział o swoich planach w słowach: Będę walczył o naszą duszę, o nasz kościec moralny, chcę wywołać w społeczeństwie wolę oporu, wolę walki. Nienawidzę Niemców, nie wierzę, aby można z nimi żyć, zresztą już teraz widać, jak się do pokonanych odnoszą. Nie chcę z siebie robić bohatera, ale nie mam innego wyjścia, jak tylko walka i to mój obowiązek jako żołnierza, który przysiągł, że munduru nie zdejmie. Liczę, że do wiosny przetrzymamy, bo broni i mundurów nie brak, a co najważniejsze – moralnie jesteśmy silni, ochotników też mi nie brak. A na wiosnę chyba Francuzi się ruszą i wtedy, gdy Niemcy będą nimi zajęci, my możemy zrobić dywersję. – Tu się zaciął. – Choć te gnoje siedzą na linii Maginota i ani nie drgnęli, kiedy my tu ginęliśmy, żabojady, psiakrew, potomkowie Focha. – Słuchaj, nie powiem tego moim oficerom, ani żołnierzom, ani cywilom, którzy nam pomagają i wierzą w wiosnę, ale strach mnie bierze, jeżeli te nasze nadzieje się nie spełnią.
20 grudnia Hubal wyjechał z Warszawy i poprzez Kielce przybył 24 grudnia do swojego oddziału. Hubal ograniczył jednak kontakty z ludnością cywilną do minimum, aby nie narażać jej na represje.

## Zima 1939/1940
Święta Bożego Narodzenia hubalczycy odbyli bardzo odświętnie w leśniczówce Bielawy. Wkrótce potem z powodu złego stanu zdrowia oddział opuściło dwóch żołnierzy: ppor. M. Iljin i pchor. L. Gołko. Jednocześnie dołączył jako kapelan ksiądz Ludwik Mucha z klasztoru ojców filipinów w Poświętnem. 1 stycznia 1940 r. miało miejsce słynne uczestnictwo we mszy św. w kościele w Poświętnem plut. J. Alickiego z 2 żołnierzami w pełnym umundurowaniu i uzbrojeniu, za co Hubal miał ich surowo ukarać, ale ostatecznie przekonały go argumenty plut. J. Alickiego. Na początku 1940 r. oddział operował na obszarze powiatów opoczyńskiego i koneckiego. Liczył wówczas 16 ludzi. W tym czasie rozpoczął się nowy okres w działalności oddziału. Zaczęły się przygotowania do wystąpienia zbrojnego na wiosnę. Zaczęto przyjmować nowych ochotników, na razie pojedynczo, w wyniku czego oddział wzrósł do 30 osób. Zbierano broń i wyposażenie wojskowe od okolicznych chłopów. Jednocześnie mjr H. Dobrzański rozbudowywał swoją siatkę konspiracyjną, nawiązując kontakty z różnymi środowiskami i innymi organizacjami. 8 stycznia oddział przeniósł się do Anielina. Tam Hubal postanowił uregulować jego tryb dnia. Odtąd miał on zawierać apel poranny i wieczorny, czas na posiłki oraz szkolenie wojskowe. Tym ostatnim objęci zostali przede wszystkim nowo przyjmowani ochotnicy, którzy wcześniej takowego nie przechodzili. Program szkolenia zawierał zajęcia teoretyczne, ćwiczenia praktyczne ze strzelania, taktykę, musztrę i naukę jazdy konnej. Zajęcia z ochotnikami prowadził ppor. Z. Morawski, natomiast pozostali żołnierze – w chwilach wolnych od wyjazdów na patrole – szkoleni byli w zakresie taktyki walki przez rtm. Józefa Walickiego ps. „Walbach” i kpt. J. Grabińskiego. 31 grudnia oddział wyruszył z Anielina do miejscowości Gałki Krzczonowskie, gdzie mjr H. Dobrzański zamierzał znacznie go rozbudować.

## Rozbudowa oddziału
W Gałkach Krzczonowskich oddział Hubala przebywał przez okres 6 tygodni. W tym czasie nastąpiła jego znaczna rozbudowa i przyjął on całkowicie charakter jednostki wojskowej. Warunki przyjmowania ochotników były surowe, dlatego znaczna ich część wracała do domów. Nowo przyjmowani ochotnicy najpierw przechodzili podstawowe przeszkolenie i zapoznawali się ze służbą polową, a dopiero potem składali przysięgę. Miała ona uroczystą oprawę poprzedzoną mszą św. sprawowaną przez księdza L. Muchę. Wobec powiększania się stanu liczbowego oddziału, który na początku marca 1940 r. liczył już ok. 320 żołnierzy, mjr H. Dobrzański podzielił go na dwa pododdziały: kawalerii i piechoty. Dowódcą szwadronu kawalerii (ponad 50 ułanów) mianował rtm. J. Walickiego, a kompanii piechoty (ponad 200 ludzi) – kpt. J. Grabińskiego. Po pewnym czasie sformowana została także druga kompania piechoty, na czele której stanął ppor. Antoni Kubisiak ps. „Leszczyna” i pluton ckm (kilkunastu żołnierzy) pod dowództwem pchor. Edmunda Kuropka ps. „Barbarycz”. Funkcję szefa sztabu pełnił por. Feliks Karpiński, a oficera ordynansowego – plut. R. Rodziewicz. Kancelarię oddziału prowadził plut. Wiktor Maruszewski. Grupę do zleceń specjalnych stanowili: Marianna Cel i plut. Stanisław Kmita ps. „Twardy”. Oddział był stosunkowo dobrze uzbrojony. Kawalerzyści posiadali karabinki, a piechota polskie Mausery. Oficerowie, podoficerowie i niektórzy szeregowcy mieli także pistolety. Z broni maszynowej posiadano 32 rkm-y i 3 ckm-y, w tym 1 uszkodzony. Dwa ckm-y przewożone były na biedkach, a 1 na wozie. Oddział miał na wyposażeniu także 1 karabin przeciwpancerny. Ilość amunicji do karabinów i broni maszynowej była wystarczająca. Brakowało natomiast nabojów do pistoletów. Oddział posiadał ponad 50 koni wierzchowych oraz ok. 20 koni taborowych i do taczanek. Dysponowano również saniami do przewożenia amunicji i zaopatrzenia. Wieś, w której obozowali hubalczycy, obstawiona była licznymi posterunkami, w których służbę pełnili ochotnicy. Poza tym często były wysyłane patrole, które rozpoznawały pobliskie tereny, zwracając szczególną uwagę na ruchy oddziałów niemieckich. Czasami dochodziło do wymiany ognia z Niemcami, także ze stratami dla żołnierzy mjr H. Dobrzańskiego. Jednocześnie Hubal prowadził dalsze prace rozbudowujące Okręg Bojowy Kielce, rozszerzając zasięg jego działalności. Na początku marca Niemcy ustalili miejsce pobytu oddziału mjr H. Dobrzańskiego. Termin rozpoczęcia akcji został wyznaczony na 16 marca. Jednakże doszło do sporu kompetencyjnego w wojskowych władzach niemieckich i na razie akcję zaniechano.

## Próba rozwiązania oddziału
Wskutek meldunku Komendanta Okręgu Łódzkiego Związku Walki Zbrojnej, ppłk dypl. Leopolda Okulickiego ps. „Miller” z połowy lutego 1940 r. skierowanego do komendy Obszaru nr 1 ZWZ w Warszawie, a także innych informacji, Komendant Główny ZWZ płk dypl. Stefan Rowecki ps. Grot podjął decyzję o rozwiązaniu oddziału mjr. H. Dobrzańskiego. 13 marca w obozie w Gałkach Krzczonowskich pojawił się ppłk L. Okulicki, który stwierdził, że jest wysłannikiem Komendy Głównej ZWZ i ma rozkaz Naczelnego Wodza gen. Władysława Sikorskiego zdemobilizowania oddziału. Hubal oświadczył, że będzie walczył dalej, natomiast reszta oficerów i żołnierzy miała samodzielnie zdecydować o podporządkowaniu się treści rozkazu. Ostatecznie chęć pozostania w oddziale zgłosili: oficerowie ppor. M. Szymański, ppor. Z. Morawski, pchor. Józef Świda ps. „Lech”, pchor. Henryk Ossowski ps. „Dołęga”, pchor. E. Kuropka, podoficerowie plut. J. Alicki, plut. R. Rodziewicz, plut. Antoni Kisielewski ps. „Kisiel”, a także ksiądz L. Mucha. Odejście zgłosili kpt. J. Grabiński, rtm. J. Walicki, por. F. Karpiński, ppor. A. Kubisiak, ppor. Mikołaj Ostaszewski ps. „Mikołaj”, ppor. Józef Wüstenberg ps. „Tchórzowski”. Spośród żołnierzy w oddziale pozostało ok. 70 ludzi. Po wyjeździe ppłk. L. Okulickiego i części żołnierzy, Hubal wydał rozkaz opuszczenia Gałek Krzczonowskich.

## Pobyt w Hucisku
Nowym miejscem postoju oddziału stała się wieś Hucisko. Tam mjr H. Dobrzański dokonał reorganizacji oddziału, tworząc dwa samodzielne plutony piechoty, pluton kawalerii i drużynę ckm. Dowódcami pododdziałów piechoty mianował plut. A. Kisielewskiego i plut. Jana Bilskiego, kawalerii – plut. J. Alickiego, a drużyny ckm – pchor. E. Kuropkę. Szefem oddziału został sierż. Stefan Bieńkowski ps „Łoś”, adiutantem – pchor. H. Ossowski, oficerem ordynansowym – plut. R. Rodziewicz, a oficerami dyspozycyjnymi – ppor. M. Szymański i ppor. Z. Morawski. Do oddziału zaczęli ponownie zgłaszać się ochotnicy, w wyniku czego jego stan liczebny szybko wzrósł do ponad 100 ludzi. Ich szkoleniem zajmował się ppor. M. Szymański. 19 marca odbyła się uroczysta zbiórka, podczas której Hubal awansował kilku podoficerów i szeregowców, m.in. J. Alicki i R. Rodziewicz otrzymali stopień wachmistrza. Podczas pobytu w Hucisku oddział zlikwidował kilku konfidentów i agentów gestapo, a niektórzy mniej groźni otrzymali kary chłosty. Wobec zbliżania się wiosny, a tym samym spodziewanej ofensywy alianckiej, mjr H. Dobrzański postanowił odbyć naradę z udziałem przedstawicieli różnych środowisk społecznych i konspiracyjnych. Miała ona miejsce we wsi Konary 28 marca.

## Walki z obławą niemiecką
W tym czasie narastała koncentracja wojsk niemieckich do przeprowadzenia akcji zbrojnej przeciwko hubalczykom. Niemcy na rozkaz wyższego dowódcy SS i policji w Generalnym Gubernatorstwie SS-Obergruppenführera Friedricha Wilhelma Krügera zgromadzili w rejonie Skarżyska-Kamiennej, Szydłowca, Chlewisk i Przysuchy duże siły w postaci trzech pułków SS i trzech batalionów Wehrmachtu (ok. 5 do 8 tys. żołnierzy). Miejsce pobytu oddziału Szalonego Majora zostało zlokalizowane, stąd w okolice Gałek i Huciska zostały wysłane dwa wydzielone bataliony policji pod dowództwem SS-Oberführera Katzmana. O świcie 30 marca jeden batalion zaatakował Gałki, a ponieważ nie było już tam hubalczyków, spacyfikował wieś. Natomiast drugi batalion uderzył na Huciska i doszło do ponaddwugodzinnej walki. Zakończyła się ona zwycięstwem oddziału mjr H. Dobrzańskiego; Niemcy, pomimo liczebnej i technicznej przewagi, zostali pokonani i zmuszeni do gwałtownego odwrotu. Zginęło lub zostało rannych ponad 100 żołnierzy niemieckich, zniszczono 6 samochodów, w tym 4 ciężarowe, a kilka innych uszkodzono, Niemcy stracili też znaczną ilość broni strzeleckiej. Straty własne hubalczyków wyniosły: 11 zabitych, 10 rannych, 2 zaginionych i 1 dezerter. Po walce Hubal awansował za odwagę kilku żołnierzy, m.in. kpr. F. Głowacza do stopnia plutonowego, a Mariannę Cel do stopnia starszego ułana. Jednakże – jego zdaniem – uwikłanie się w walkę było zdecydowanie przedwczesne, przed spodziewaną wiosenną ofensywą, dlatego podjął decyzję natychmiastowego przedostania się w Góry Świętokrzyskie. Rano 31 marca oddział dotarł do wsi Szałas Stary.
Jednocześnie Niemcy dokonali okrążenia lasów suchedniowskich siłami 8 i 12 Pułków SS Totenkopfverband, 1 Pułku Kawalerii SS Totenkopfverband, 6, 51 i 111 batalionu policji wspomaganych przez 4 samochody pancerne policji porządkowej. W nocy z 31 marca na 1 kwietnia zajęły one pozycje wyjściowe do koncentrycznego ataku na obszar zajmowany przez oddział mjr H. Dobrzańskiego. Rano 1 kwietnia Hubal zarządził pogotowie marszowe, a dla rozpoznania działań niemieckich wysłał kilka patroli, które zostały zaatakowane. Bilans tych działań wyniósł 6 ludzi zabitych lub rannych i straconych 8 koni. Do wieczora oddział zagłębił się w lasy suchedniowskie, kierując się w stronę wsi Łączna i prowadząc ustawiczne walki z Niemcami, które przyniosły dalszych 6 żołnierzy zabitych, a 2 rannych. W nocy Hubal postanowił przebić się przez szosę Skarżysko – Kamienna – Kielce na południe od Suchedniowa, aby wejść w wyższe partie Gór Świętokrzyskich. Jednakże wobec silnej obrony (stracono kilka koni, a 3 ludzi zostało rannych) oddział cofnął się na poprzednie pozycje i zdecydowano o przebiciu się przez szosę na odcinku między wsiami Szałas i Odrowąż. Ponieważ jednak teren ten był trudno dostępny, mjr H. Dobrzański podzielił oddział na kawalerię i piechotę. Sam stanął na czele ułanów. Pierwsza miała nacierać kawaleria, a gdyby piechota nie zdążyła dotrzeć do szosy przed świtem, miała ukryć się w lesie i próbować przebić się następnej nocy. Pododdział kawalerii szarżą przebił się na drugą stronę szosy, wychodząc poza wewnętrzny pierścień okrążenia, i zdołał dotrzeć do wsi Kamienna Wola, gdzie pozostawał przez dwa dni. Natomiast pododdziałowi piechoty udało się wieczorem 3 kwietnia przejść bez walki szosę w rejonie osady Podlesie na północ od Samsonowa i dotrzeć do przedpola wsi Serbinów. Jednakże na skutek potknięcia jednego z żołnierzy, który niechcący puścił serię z erkaemu, pododdział został zaatakowany przez Niemców i uległ rozbiciu na mniejsze grupki, które rozdzieliły się i na własną rękę usiłowały przebić się poza pierścień okrążenia. Większość z nich została zniszczona przez Niemców, część żołnierzy przebrała się w cywilne ubrania i wydostała z lasu.
Ponieważ Niemcy 2 kwietnia nie odnotowali innych prób przebicia się, dlatego uznali, że oddział Hubala został rozbity i ogłosili zakończenie akcji. Większość sił wróciła do miejsc postoju, w rejonie działań pozostał jedynie dywizjon z 1 pułku kawalerii SS oraz 51 i 111 batalion policji. W czasie obławy na „hubalczyków” oddziały SS, Selbstschutzu i policji niemieckiej dopuściły się licznych zbrodni na ludności cywilnej. W ciągu niespełna dwóch tygodni różnymi formami represji dotkniętych zostało 31 miejscowości w przedwojennych powiatach koneckim, kieleckim i opoczyńskim. Niemcy zamordowali łącznie 712 osób cywilnych, w tym dwie kobiety i sześcioro dzieci. Dokonali także podpaleń w dwunastu miejscowościach, niszcząc około 620 zagród chłopskich. Wsie Gałki, Hucisko, Skłoby i Szałas Stary zostały przy tym niemal kompletnie zniszczone, podczas gdy w Królewcu spłonęła większa część zabudowy.

## Ostatni okres działalności oddziału
Tymczasem, przebywając we wsi Węgrzyn Mały, na czele oddziału konnego liczącego 23 ludzi, mjr H. Dobrzański dowiedział się o pacyfikacjach wsi. Wydarzenie to wstrząsnęło nim, gdyż do tej pory nie zdawał sobie w pełni sprawy z realiów hitlerowskiej okupacji. Za główne zadanie uznał odnalezienie oddziału piechoty, jednakże wysłani w teren łącznicy nikogo nie odnaleźli. Jednocześnie w odpowiedzi na propagandę niemiecką o likwidacji swojego oddziału wydał kilka odezw do ludności cywilnej, informujących o walkach i przebiciu się oddziału. 7 kwietnia przybył do niego przedstawiciel komendy Obwodu ZWZ w Końskich z rozkazem natychmiastowego rozwiązania oddziału, na co Hubal odpowiedział odmownie. Oddział wyruszył z Węgrzyna i 22 kwietnia dotarł pod Wólkę Kuligowską. W tym czasie ciągle trwały bezskuteczne próby nawiązania kontaktu z piechotą. Oddział pomniejszył się o 3 żołnierzy, z których 1 odszedł za zgodą mjr H. Dobrzańskiego do domu, a 2 zdezerterowało. Z drugiej strony do oddziału przyjęto 1 ochotnika i był to już ostatni ochotnik. 29 kwietnia rano doszło do potyczki z Niemcami, w wyniku której poległ 1 ułan. Pozwoliła ona ustalić dowództwu niemieckiemu miejsce postoju hubalczyków. Do bezpośredniej akcji przeciwko nim wyznaczone zostały dwa bataliony szturmowe, które zaczęły zacieśniać pierścień okrążenia. W odpowiedzi oddział mjr H. Dobrzańskiego ruszył na południe w kierunku Anielina. Tam hubalczycy zostali nieoczekiwanie zaskoczeni przez obławę (być może z powodu zdrady); Hubal i jeszcze 1 żołnierz polegli, a pozostali rozproszyli się po lesie. Po zakończonej potyczce Niemcy zabrali ciało mjr H. Dobrzańskiego i jego rzeczy do Anielina, tam zrobili kilka zdjęć, a następnie przewieźli je do Studziannej i dalej do koszar w Tomaszowie Mazowieckim, gdzie je zmasakrowali. Nie wiadomo, gdzie Hubal został pochowany.

## Epilog
Reszta oddziału zebrała się w Rzeczycy, gdzie podjęto decyzję o dalszej walce. Wydano także komunikat z datą 4 maja, który informował o śmierci mjr H. Dobrzańskiego i zamiarze dalszej walki. Ostatecznie udało się zebrać ok. 30 ludzi, w tym kilku z pododdziału piechoty. Dzień po walce pod Anielinem przyszło kolejne pismo KG ZWZ, nakazujące po raz trzeci rozwiązanie oddziału i nazywające Hubala dywersantem i szkodnikiem sprawy narodowej. Wobec przeczesywania przez Niemców pobliskich lasów oddział – na razie bez dowódcy – wyruszył trzema grupami do miejscowości Praczka w pow. włoszczowskim. Po drodze doszło do potyczki z oddziałem niemieckim, w wyniku której zginął plut. pchor. A. Bilski, natomiast pozostali 25 czerwca dotarli na miejsce zbiórki. Tam otrzymano wiadomość o klęsce Francji, co zdecydowało o rozwiązaniu oddziału. Po raz ostatni przeprowadzono zbiórkę oddziału, liczącego wówczas 24 żołnierzy. Następnie zakopano broń i w ubraniach cywilnych udano się w różne strony. Z propozycji przejścia do pracy konspiracyjnej skorzystało tylko kilku hubalczyków, m.in. wachm. Józef Świda i wachm. Romuald Rodziewicz ps. Roman.

## Odznaka
Odznaką stanowi umieszczony na tle liści dębowych (symbol odwagi i męstwa) orzeł w koronie z rozpostartymi skrzydłami. Trzyma w szponach emaliowany, amarantowo-granatowy proporczyk pułku ułanów z wpisanym weń Orderem Wojennym Virtuti Militari.
Umieszczona pod orłem szabla ułańska rozdziela dwie daty:
- 1939 – utworzenie Oddziału Wydzielonego Wojska Polskiego
- 1940 – rozwiązanie oddziału.

Umieszczone one zostały na dwóch polach, wypełnionych osobno białą i czerwoną emalią.
W dolnej części odznaki, przez całą jej szerokość, biegnie emaliowana na zielono wstęga z napisem „HUBALCZYCY”. Początkowo – na prototypie odznaki – obie daty i napis były umieszczone na szarfie emaliowanej na biało. Kolorystykę zmieniono jednak tak, by zachować barwy narodowe, a zielonym kolorem podkreślić charakter oddziału „Hubala".
Odznaka jest nadawana co roku na uroczystościach w zagajniku pod Anielinem instytucjom oraz osobom zasłużonym.

## Upamiętnienie
Hubalczycy są patronami ulic w miejscowościach: Iława (ul. Józefa Alickiego), Słupsk, Radlin, Bartoszyce, Płock, Kielce (ul. Hubalczyków). 